# Tony Hawk's Skateboarding
Vous lisez un « article de qualité » labellisé en 2016.
Tony Hawk's Skateboarding (Tony Hawk's Pro Skater aux États-Unis, parfois abrégé THPS) est un jeu vidéo de simulation de skateboard développé par Neversoft et édité par Activision à partir de septembre 1999 sur PlayStation. Le jeu est porté l'année suivante sur Nintendo 64, Game Boy Color, Dreamcast, puis en 2003 sur N-Gage.
Tony Hawk's Skateboarding permet au joueur de jouer au skateboard dans un univers urbain recréé en 3D et une ambiance rock et hip-hop. Le joueur incarne divers skaters célèbres et doit réaliser des figures de skate (slide, grab) ou des missions comme des collectes d'objets. Le jeu propose plusieurs modes de jeu dont un mode carrière, un mode libre, un mode de session simple, un mode multijoueur. Le mode carrière permet de faire évoluer les capacités des personnages ou leur matériel. Chaque niveau propose différents objectifs à effectuer comme la réalisation de défis, de figures de skate particulières, l'obtention du meilleur score, ou la collecte d'items disséminés dans les niveaux. Les niveaux peuvent être urbains ou de type compétition dans des skateparks. Le mode multijoueur permet plusieurs jeux comme le Graffiti, le Trick Attack ou le Horse. Les portages sont globalement très fidèles, sauf la version Game Boy Color qui propose deux types de gameplay sensiblement différents.
L'accueil de Tony Hawk's Skateboarding par la presse est quasi unanimement dithyrambique, à l'exception de la version Game Boy Color qui reçoit un accueil mitigé. THPS pose les bases de ce qui va devenir une série de jeux vidéo à succès comportant plusieurs dizaines de jeux. Le jeu reçoit notamment un trophée du meilleur produit dans la catégorie skate lors de la cérémonie des Board Awards 99, qui s'est déroulée en France en décembre 1999.

## Trame

### Skaters
Tony Hawk's Skateboarding inclut dix skaters professionnels célèbres de l'époque de la sortie du jeu. Chaque skater possède une série de caractéristiques comme la vitesse, la balance ou l'air qui détermine ses capacités à réaliser plus ou moins bien certaines figures. Le joueur peut faire progresser ces caractéristiques. Les personnages peuvent effectuer une multitude de figures et possèdent chacun trois figures spéciales que le joueur peut placer quand la barre de special est pleine. Les skaters de vert sont Tony Hawk, Bob Burnquist, Rune Glifberg et Bucky Lasek ; les skaters de street sont Chad Muska, Kareem Campbell, Andrew Reynolds, Jamie Thomas, Geoff Rowley et Elissa Steamer,.

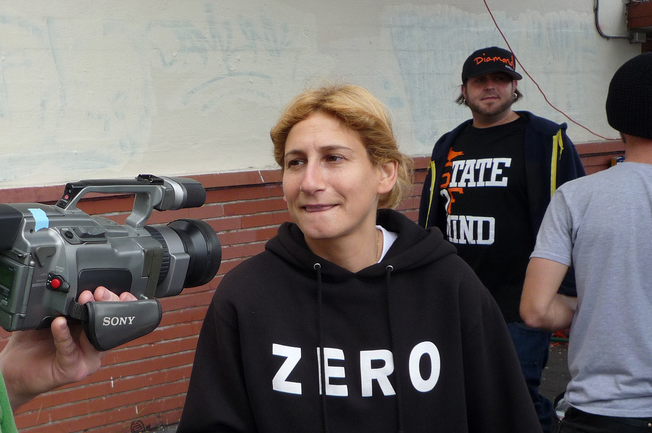
Au mois d'août 1999, Elissa Steamer est la dernière des skaters professionnels à signer un accord avec Activision et à intégrer le jeu.

Deux personnages cachés sont également disponibles : Officer Dick et Private Carrera,,.

### Niveaux
Tony Hawk's Skateboarding offre neuf niveaux, dont trois compétitions, déblocables au fur et à mesure de la réussite des objectifs en mode carrière. Au départ, un seul niveau est accessible, puis en fonction de la réussite des objectifs en mode carrière, les niveaux sont progressivement débloqués et accessibles dans n'importe quel ordre. THPS offre toutes les possibilités du skate, puisque certains niveaux privilégient le vert et d'autres le street. Le mode carrière permet également de débloquer des zones et niveaux secrets. Les niveaux proposent une multitude d’objets avec lesquels le joueur peut interagir : bancs, rails, petites rampes permettant de sauter et rouler contre un mur puis retomber en slide sur un autre objet, des rambardes ou des escalators. Le level design en monde ouvert permet de réaliser plusieurs tours dans les niveaux, cependant plusieurs niveaux comme Mall ou Downwhill Jam sont linéaires et allongés,,.
Le niveau Warehouse est un entrepôt abandonné avec beaucoup de rampes et de rails, s'apparentant à un skatepark. School est un grand niveau composé de plusieurs dénivelés permettant un accès aux toits,. Mall (en anglais mall signifie « centre commercial ») est un niveau allongé mais non linéaire, s'étalant sur plusieurs niveaux accessibles via des escalators, qui privilégie le street et le slide,. Le niveau Skate park est un skatepark. Le niveau Downtown est un niveau urbain avec beaucoup de petites rampes et qui permet de réaliser aisément des slides. Downwhill Jam est un niveau allongé, modélisation d'un grand canyon en descente, inspiré des niveaux du jeu Top Skater,. Alors que les autres niveaux sont quasiment tous des créations, Burnside est une reproduction d'un skatepark à Portland dans l'Oregon,. Le niveau Streets est un niveau urbain constitué d'une grande place avec des reproductions de spots de skate célèbres comme Hubba Hideout ou EMB,. Le niveau Roswell est un skatepark géant,.

## Système de jeu
Tony Hawk's Skateboarding permet de diriger un personnage qui fait du skateboard, dans une vue à la troisième personne dotée d'une caméra fixe. Le but du jeu, très orienté arcade, est de réussir à réaliser et combiner des slides, des flips et des tricks aériens, afin d'augmenter le score du joueur. Pour réaliser les mouvements, le joueur dispose simplement de quatre boutons (ollie, grab, flip, slide) et de la croix directionnelle. Chaque personnage possède huit grabs, huit slides, huit flips. Les points obtenus lorsqu'une figure est réussie varient en fonction de la durée passée en l'air, le degré de rotation, les tricks effectués, ainsi que leur variété (plus un trick est répété, moins il rapporte de points). Lorsque le joueur réussit une figure, une jauge de special augmente et quand elle est pleine (elle clignote), le joueur peut placer un trick spécial qui rapporte beaucoup plus de points qu'une figure classique. Pour mieux réussir les figures, le joueur peut choisir parmi huit planches ayant chacune ses caractéristiques, puis en débloquer six. Il peut personnaliser la couleur des roues et choisir parmi trois forces de serrage des trucks (loose, tight et medium),. Le jeu propose de vraies marques et licences pour le matériel et les planches. Une chute (mauvaise réception) annihile tout gain de points et vide la barre de special, mais le personnage ne subit pas de dommages corporels (il n'a pas de points de vie), même si des giclées de sang sont visibles lors des chutes,,,.
Le jeu dispose d'un mode carrière qui permet au joueur de réaliser cinq « objectifs » par niveaux (des mini-défis), pendant une durée de deux minutes, parmi six des neuf niveaux proposés. Le joueur n'a pas obligation de réaliser les objectifs en un seul run, les objectifs réussis dans les parties précédentes sont mémorisés et le nombre de parties est donc illimité. Deux objectifs de chaque niveau sont obtenus en réalisant deux scores définis, un objectif consiste à récupérer les lettres (des items) du mot skate, un autre à récupérer des cassettes vidéo disséminées dans chaque niveau. Le dernier objectif varie en fonction des niveaux, mais il est toujours orienté sur les objets contenus dans ceux-ci (réaliser un slide sur un banc…). Les trois autres niveaux sont des compétitions dans lesquelles le but est de réussir un meilleur score que les concurrents, afin d'obtenir la médaille d'or (ou d'argent, ou de bronze). Le score est alors obtenu en calculant la moyenne du nombre de points donnés par trois juges (dirigés par l'intelligence artificielle) qui prennent en compte trois séances de skate d'une minute. Les objectifs permettent de débloquer des niveaux, des skateboards, de faire progresser les caractéristiques des personnages et de débloquer des vidéos réelles des skaters. Le jeu propose un système d'enregistrement de toutes les parties ainsi qu'un système de ralenti,.
Le joueur peut également jouer les niveaux qu'il a débloqué en mode carrière dans un mode appelé Single session (dans lequel le but est de réaliser le meilleur score en deux minutes, sans objectif), et un mode appelé Free Skate dans lequel il n'y a aucune limite de temps.
Un mode multijoueur permet le jeu avec deux personnes en écran splitté par l'intermédiaire de trois jeux : Graffiti, Trick Attack et Horse. Dans le mode Graffiti, le temps est défini par les joueurs qui tentent de faire le meilleur score sur des éléments du décor. Chaque fois qu'un skater fait un trick sur un objet, il se distingue automatiquement par une couleur. Si un autre joueur refait un trick sur le même objet en obtenant un score plus important, la couleur change. Le but est de lier le plus d'éléments à la couleur associée au skater. Trick Attack est un mode libre où le joueur peut enchaîner les tricks comme il le souhaite, pour effectuer le meilleur score. Il est possible de bousculer le concurrent pour le faire tomber et éviter qu'il ne marque de points. Le Horse est un jeu qui se déroule au tour par tour, sur la même plate-forme et le même écran. Deux joueurs s'affrontent sur n'importe quel niveau du jeu dans une manche chacun, d'une durée de huit secondes (soit un trick). L'endroit du départ de chaque manche dans un niveau est aléatoire. Le joueur qui a le score le plus faible obtient une lettre du mot Horse : le premier qui obtient le mot entier a perdu,,,.

## Développement

### Lancement du projet
Le concept du jeu vidéo de skateboard n'est pas neuf. Atari Games lance le genre en 1986 en arcade avec 720°, suivi par Electronic Arts en 1988 et son jeu sur console orienté compétition Skate or Die!. Alors que l'intérêt du grand public en faveur du skateboard disparait, l'intérêt pour les jeux vidéo de skateboard diminue aussi, laissant place notamment aux jeux de snowboard. Cependant, le retour du skateboard dans les salles d'arcade grâce à Top Skater de Sega, puis sur console avec Street Skater relance l'intérêt pour ce genre de jeux. De son côté, Tony Hawk connait deux opportunités entre 1997 et 1998. Il est tout d'abord approché par un programmeur indépendant sur PC qui lui présente une démo rudimentaire de skateboard. Le duo se rapproche des éditeurs qui refusent ce projet. Par la suite Take-Two Interactive propose également à Hawk une démo beaucoup plus évoluée, mais ce dernier juge que ce jeu serait encore inaccessibles pour les non-initiés.
Cependant, Activision, qui cherche des idées pour réaliser un jeu vidéo de sport extrême, sentant l'essor imminent de ce genre de jeux, identifie les jeux de skateboard comme un marché de niche de l'industrie vidéoludique. Activision arrive à la conclusion qu'un jeu de skateboard sera un succès auprès d'un public jeune. Cependant, l'éditeur n'a à l'époque pas de studio de développement capable de développer un tel jeu. Le projet est d'abord confié à un studio de développement mais le résultat ne plaît pas à Activision, qui apprécie pourtant le concept. L'éditeur décide de confier le projet à Neversoft, qui a tout récemment réussi à boucler le projet Apocalypse en neuf mois, après que le développeur initial abandonne le projet. Le projet proposé est complètement différent, mais Neversoft estime être le choix naturel pour ce défi. Activision demande à Neversoft de livrer le jeu avant Noël 1999, ce que le studio s'estime capable de faire. Cependant, Neversoft n'a jamais créé de jeu de skateboard, ni même de jeu vidéo de sport : l’entreprise américaine vient alors d'achever le développement d'un jeu de tir à la première personne, et avant celui-ci, un autre projet du même type mais avorté. Ils maîtrisent bien la conception de ce genre de jeux, pourtant, plutôt que d'utiliser des intervenants externes ayant l'expérience du développement de jeux de sport, Neversoft estime que le jeu en préparation ne ressemble à aucun des jeux actuels : c'est finalement l'équipe ayant travaillé sur Apocalypse qui réalise le jeu. L'équipe se lance donc sur THPS et doit évoluer et s'adapter, créer des niveaux plus ouverts, avec un système de tricks permettant de faire évoluer un score.

### Level design
L'équipe de Neversoft va régulièrement déjeuner dans un bowling situé à proximité du studio, dans lequel les membres jouent à la borne d'arcade de Sega Top Skater qu'ils apprécient. Dans ce jeu, les personnages descendent des niveaux linéaires en exécutant des figures : le joueur commence en haut du niveau, suit l'unique route vers le bas, puis la partie se termine une fois arrivé en bas et le score est comptabilisé, c'est une sorte de jeu de course. Initialement, ce level design influence fortement les créations de Neversoft, puis, il commence à évoluer quand le studio de développement se met à étudier ce que font les skaters réels, notamment quand ils veulent intégrer dans le jeu ce qu'ils font aux X Games. Ils s'aperçoivent que les tricks sont finalement placés sur le même spot encore et encore, et pas sur une route en descente. Ils finissent par estimer que la descente n'est pas un système de jeu assez fun. Une partie de cette conception d'origine est conservée dans la version finale : deux niveaux utilisent ce concept et comportent une ligne d'arrivée. Neversoft n'utilise finalement pas beaucoup de références du skateboard, et crée la plupart des niveaux, alors que les jeux suivants de la série s'inspirent souvent de lieux réels. L'équipe réfléchit aux endroits où l'on peut skater, elle pense naturellement à une école, ou en ville, mais doit rajouter des éléments comme des rampes, des rails pour rendre les niveaux plus funs. THPS n'est pas un jeu réaliste, et Neversoft se concentre sciemment sur le fun, plutôt que sur la simulation du skateboard. Cette approche convient parfaitement au level design des niveaux en monde ouvert. À l'époque, les jeux en monde ouvert deviennent populaires, notamment avec Super Mario 64 sorti depuis quelque temps déjà. Ce nouvel axe de développement commence à éloigner THPS du level design de Top Skater. Par exemple, le premier niveau Warehouse est de conception rudimentaire et offre beaucoup de liberté, un simple cube avec des éléments à l'intérieur, des quarter-pipe, des half-pipe ou des rails.

### Conception destrickset signature de Tony Hawk
Neversoft crée rapidement un prototype de jeu de skateboard et commence à observer des vidéos de skate pour étudier les mouvements et le style des skaters célèbres, pensant que de l'authenticité serait nécessaire pour légitimer le concept. Alors que dans Top Skater, les tricks sont uniquement déterminés en fonction de la vitesse et la hauteur atteinte durant un saut, Neversoft met en place un système de bouton pour chaque type de figure. L'équipe commence à intégrer des tricks comme le boardslide, le nosebone ou le heelflip dans le moteur de jeu, qui conserve d'ailleurs toujours le personnage à l'effigie de Bruce Willis, le moteur de jeu est celui du jeu Apocalypse. C'est une version modifiée de celui d'Apocalypse qui était lui-même issu du projet de jeu avorté Big Guns de Neversoft,,,. THPS2 reprend et améliore le moteur de jeu de Tony Hawk's Skateboarding ; ce même moteur fait également tourner Spider-Man sorti en 2000,,,. La transformation de la physique du moteur n'est pas aussi simple que de placer le personnage sur un skateboard. Il semble évident à l'équipe qu'elle doit permettre au joueur de se concentrer sur le système de commande et de tricks. Toutefois, Neversoft se rend rapidement compte qu'elle a besoin d'un skater professionnel pour l'aider dans le reste du développement. Tony Hawk est très populaire à l'époque et surtout grâce au 900 qu'il a réussi au début de l'été 1999, exploit qui le propulse sur le devant de la scène en tant que meilleur skater du moment, mais aussi de l'histoire,. En septembre 1998, Activision prend contact avec lui, et organise une réunion entre celui-ci et Neversoft. Hawk est impressionné par l'intérêt profond que portent des membres de l'équipe de développement pour le skateboard et le moteur du prototype de leur jeu et ses commandes. Il accepte donc de prêter son nom au projet et de s'impliquer dans la production. Par la suite, Activision lui propose un rachat complet pour l'usage permanent de son nom et de son image dans le jeu. Mais Hawk refuse et les deux parties s'accordent et signent plutôt un accord de droits dans lequel Hawk gagne un pourcentage sur les ventes de chaque jeu. Grâce au succès de la franchise allant au-delà des espérances, celui-ci gagnera dix fois les sommes proposées initialement par Activision seulement sur les deux premières années. Début janvier 1999, Activision annonce la signature d'un accord avec le skater professionnel Tony Hawk dans le but de l'inclure dans le jeu. Mitch Lasky, vice-président senior d'Activision, déclare dans une interview avec un journaliste du site web GameSpot que le personnage est censé refléter le style signature de Hawk — « un intense mélange d'acrobaties et de techniques de skate hardcore ». Tony Hawk déclare notamment qu'il a « toujours voulu aider à créer un jeu vidéo qui pourrait retranscrire la réalité et l'exaltation de l'activité d'un skater professionnel »,,. Au moment où la star montante Tony Hawk signe et donne son accord pour porter la licence sur son nom, Neversoft a déjà réalisé des animations et des mouvements en se basant sur son image. Pourtant, la presse vidéoludique relate largement l'implication de Tony Hawk dans la conception, notamment grâce à la capture de mouvement.

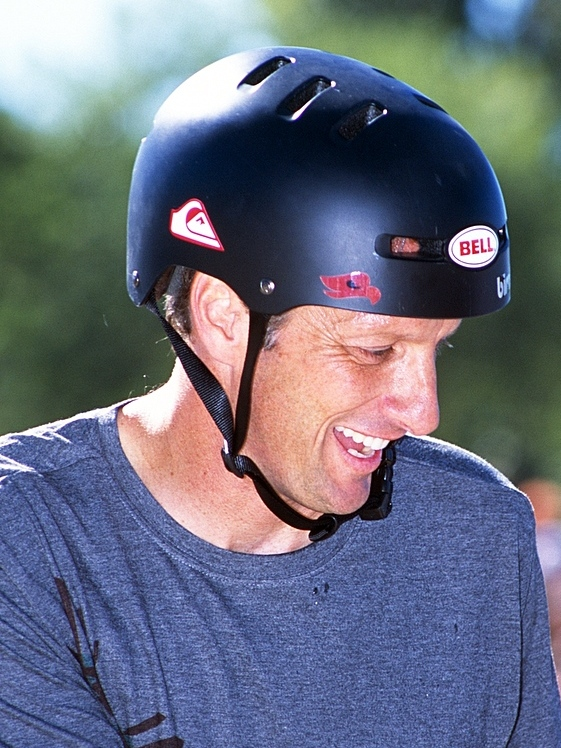
Tony Hawk (en 2006), porteur de la licence.

Dès la signature de Tony Hawk, Activision communique largement dessus et fait en sorte que le plus de médias possibles soient au courant de la production du jeu. Des journalistes du monde entier sont invités par Activision à une séance de prises de vue en capture de mouvement, dans laquelle Hawk, vêtu d'une combinaison en élasthanne parsemée de petites billes blanches, place une série de mouvements signatures destinés à être modélisés dans le jeu. Mais Mick West, le cofondateur de Neversoft, déclare cependant que la capture de mouvement n'est pas utilisée et qu'il s'agit surtout d'une opération publicitaire. Nerversoft avait prévenu Activision avant même les prises de vue que les développeurs responsables des animations ne pourraient simplement pas utiliser la capture de mouvement, car ils ne connaissent pas cette technique. Neversoft crée finalement toutes les animations en les observant sur vidéo. Hawk n'a finalement pas beaucoup été impliqué dans la conception du jeu. Il est passé quelquefois au studio et a livré ses points de vue, il joue régulièrement aux différentes versions et donne son point de vue ; mais la création du style des skaters et de leurs mouvements est effectuée par l'équipe de Neversoft. Les mouvements reproduits sont donc plus prononcés que dans la réalité mais restent très réalistes,.

### Gameplay
Neversoft prend une perspective différente de la concurrence, en adoptant une approche du point de vue du skater dans un jeu très orienté arcade, dans l'esprit de jeux de snowboard comme Cool Boarders,,. La collecte d'objets est directement inspirée de la collecte d'étoiles dans Super Mario 64. Pour la conception des objectifs, l'équipe se pose devant un tableau, dessine un niveau et se demande « que peut-on faire dans ce niveau ». Chacun donne des idées, mais certaines sont abandonnées comme un niveau sur une autoroute ou une jetée, ou des idées saugrenues comme perdre une roue et rouler sur trois roues, mais cela est vite abandonné au profit du fun. Les manuals étaient prévus dans Tony Hawk's Skateboarding, mais Neversoft n'a pas pu le faire à cause de contraintes de temps. Les manuals seront donc inclus dans Tony Hawk's Pro Skater 2. Au début de l'année 1999, Activision dévoile les noms de neuf skaters professionnels, puis celui d'Elissa Steamer au mois d'août 1999. C'est Tony Hawk qui réalise une sélection de skater, qui les choisit en fonction de leurs compétences, de leur personnalité et de leur diversité, afin de les inclure en tant que personnages jouables. Chacun d'entre-eux reçoit des compensations financières et ceux-ci peuvent également choisir leur propre tenue. Aux X Games fin-juin 1999, le site GameSpot essaye une version du jeu dans laquelle les journalistes remarquent des personnages modélisés à l'effigie de vrais skaters, proches de la réalité.
La conception des contrôles intervient à la moitié du développement du jeu.
La musique rock est essentielle dans l'univers du skateboard. La musique punk, rock et hip-hop est logiquement intégrée dans la jeu. Le choix des titres est laissé à Activision. Tony Hawk et les autres skaters professionnels modélisés ont doublé leurs propres voix dans le jeu,.

## Commercialisation
Le 19 mars 1999, IGN révèle qu'un membre de l'équipe a pu essayer une version du jeu dans les locaux d'Activision. La sortie du jeu est d'abord annoncée pour la fin de l'année 1999, puis plus précisément le 29 septembre 1999. Cependant, le jeu, livré avec des goodies, est disponible en précommande aux États-Unis pendant les deux semaines précédentes (du 13 au 28) dans les magasins Electronics Boutique et Funcoland. En septembre 1999, une démo du jeu est disponible dans le Jampack de Sony, dans laquelle seulement deux skaters sont disponibles. Une seconde démo est également éditée le 14 novembre 1999 sur le disque promotionnel Pizza Hut, parmi d'autres démos de jeux.
Bien que confier le portage d'un titre à un autre développeur soit un signal inquiétant, Activision ne peut pas prendre le risque de mettre en danger une licence devenue si populaire. Cependant, Neversoft est déjà en train de plancher sur le deuxième opus de la série (le 24 septembre 1999, la préparation de la suite est révélée par Activision par le biais d'une annonce dans laquelle l'entreprise recherche des développeurs supplémentaires), et donc dans l'obligation de confier les portages à des entreprises d'expérience, comme pour la version Nintendo 64 qui est réalisée par Edge of Reality, qui a par exemple réalisé le portage Monster Truck Madness 64. Le portage sur Nintendo 64 est annoncé mi-août 1999 et attendu pour fin mars 2000,. La version Nintendo 64, ainsi que la version Game Boy Color, bénéficie d'une intense campagne de publicité de plusieurs millions de dollars sur des cibles jeunes, du 29 mars 2000 au 16 avril 2000 sur plusieurs chaines majeures américaines (WB Network, Cartoon Network, Nickelodeon et MTV). La sortie de cette version est également effectuée à partir du 21 mars 2000 avec des goodies dans les magasins Toys “R” Us aux États-Unis, ainsi que dans les Funcoland pour la version Game Boy Color,.
Après beaucoup de spéculations et de teasing de la part de Neversoft, l'entreprise annonce officiellement le 14 décembre 1999 le portage de Tony Hawk's Skateboarding sur Dreamcast, réalisé par Treyarch et la sortie prévue au deuxième trimestre de l'année 2000. Cependant, Activision, refroidi par les ventes décevantes de Blue Stinger, ne veut plus éditer de jeux vidéo sur Dreamcast, et confie la distribution du jeu à Crave Entertainment.
La version N-Gage est attendue au mois d'octobre 2003. Le jeu N-Gage est également commercialisé en 2004 dans un pack avec la console portable N-Gage QD.

## Versions

Logo de Tony Hawk's Pro Skater

### Nintendo 64
La version Nintendo 64 est réalisée par Edge of Reality et éditée à partir du 15 mars 2000. Le portage est très fidèle à l'original, conserve tous les modes de jeu, les personnages et les niveaux. Les musiques sont cependant tronquées ou sans les voix (à cause des problèmes de place inhérents au support cartouche). Le mode multijoueur est cependant conservé. Le jeu tire parti de l'expansion Pak. Le sang a également été retiré,,.

### Game Boy Color
La version Game Boy Color est développée par Natsume et éditée à partir du 30 mars 2000. C'est en réalité une adaptation plus qu'un portage pur du jeu d'origine en raison des capacités limitées de la plate-forme, avec un gameplay différent et plus limité. Le jeu propose deux systèmes de jeu différents : une partie du jeu se déroule en vue de dessus en défilement vertical, et une autre partie se déroule dans une vue latérale en 2D dans laquelle figure une rampe de chaque côté. Il y a quatre modes de jeu dans lesquels le joueur peut seulement exécuter quelques tricks. Le mode Half Pipe Mode propose au joueur d’essayer d'obtenir le score le plus important possible. Le Tournament Mode est un jeu à défilement vertical en cinq niveaux, dans lequel le joueur doit effectuer le meilleur score, contre les trois skaters compétiteurs qui circulent dans les niveaux, dirigés par l'intelligence artificielle. Le joueur réalise des sauts automatiques sur les rampes installées et quand il réalise des tricks, le sprite n'est pas animé, mais le jeu est mis en pause et affiche pendant deux secondes une image de la figure réalisée, puis repasse au jeu. Le Versus Mode et le Rival Mode sont identiques au précédent mode, cependant le joueur joue dans un seul niveau contre un seul adversaire (humain pour le premier, contrôlé par l'intelligence artificielle pour ce dernier). Le jeu en mode versus est réalisé à l'aide du câble link,,,.

### Dreamcast
La version Dreamcast est développée par Treyarch et éditée par Crave Entertainment à partir du 24 mai 2000. C'est une version sensiblement identique à la version originale. Le système de jeu est strictement identique, mais les graphismes et les animations sont cependant de meilleure qualité et plus fluides,.

### N-Gage

Logo de Tony Hawk's Pro Skater sur N-Gage

La version N-Gage est développée par Ideaworks3D et éditée à partir du 13 octobre 2003 en tant que titre de lancement de la console N-Gage (mais la sortie prévue le 7, en même temps que la console, est cependant retardée et effectuée près d'une semaine plus tard). Le jeu est un portage fidèle du jeu original sur PlayStation et conserve quasiment tout ce qui concerne le système de jeu (le jeu propose la plupart des personnages et niveaux et notamment plusieurs niveaux de Tony Hawk's Pro Skater 2 déblocables (NY City, Le Hangar, Philadelphie, Venice Beach)). Le système de commande des tricks à quatre boutons est conservé. Cependant, cette version ne comporte pas les options apparues depuis la sortie du premier jeu comme les manuals, le skater personnalisable ou l'éditeur de skatepark. La plupart des musiques originales sont conservées. Le jeu à plusieurs en liaison Bluetooth est possible et cette version propose cinq jeux en multijoueur. Le jeu est également possible sur internet via le service N-Gage Arena,,.

## Bande-son
Tony Hawk's Skateboarding bénéficie d'une bande-son punk, rock et hip-hop, avec des groupes célèbres comme Dead Kennedys, Primus ou Suicidal Tendencies. Les bruitages recréent toutes sortes de bruits comme les bruits des roues lorsque les skates retombent sur le sol ou des slide sur les rails. Le bruit que fait le public lors des compétitions varie en intensité en fonction des figures effectuées ou des chutes,.
| 1.  | Police Truck                | Dead Kennedys        | 2:00 |
| 2.  | Here & Now                  | The Ernies           | 2:00 |
| 3.  | Vilified                    | Even Rude            | 2:00 |
| 4.  | Superman                    | Goldfinger           | 2:00 |
| 5.  | Jerry was a Race Car Driver | Primus               | 2:00 |
| 6.  | Screamer / Nothing to me    | Speedealer           | 2:00 |
| 7.  | Cyco Vision                 | Suicidal Tendencies  | 2:00 |
| 8.  | New Girl                    | The Suicide Machines | 2:00 |
| 9.  | Commited                    | Unsane               | 2:00 |
| 10. | Euro-Barge                  | The Vandals          | 2:00 |

## Accueil

### Critique

#### Version originale
Tony Hawk's Skateboarding est acclamé par les critiques et considéré à l'époque comme la simulation ultime de skateboard,. Il obtient sur PlayStation un résultat de 94,75 % sur GameRankings et de 92 % sur Metacritic. Pour le journaliste Doug Perry du site web IGN, Tony Hawk's Skateboarding est « une perle rare qui définit parfaitement ce que les autres développeurs considèrent comme impossible à faire. Tony Hawk's Skateboarding réussit à capturer la pureté et la radicalité des sensations du skateboard, en livrant un jeu sur PlayStation proche de la perfection, alliant maitrise et un sens de la finesse de programmation allant au-delà de l'imagination de tout un chacun ». Le journaliste Jeff Gerstmann du site web GameSpot considère THPS comme un jeu remarquable dans la ludothèque PlayStation et Jean Santoni du magazine PlayStation Magazine qualifie le jeu de réussite incontestable,.
La rédaction de Jeuxvideo.com, qui teste une version bêta du jeu avant sa sortie, estime que tous les éléments de simulation sont ôtés du jeu pour permettre un jeu fun. Lorsque leur journaliste Kornifex teste la version finale, il trouve la physique du moteur jeu irréaliste et décevante, permettant des axes ou mouvements impossibles sans pour autant chuter, mais il estime que cela permet de faciliter le gameplay. Pour Perry, le système de jeu est très imaginatif et incroyablement addictif. Même si effectuer un gros score demande de l'entrainement, la facilité à placer des tricks rend le jeu accessible aussi bien aux newbies qu'aux hardcore gamers. Gerstmann aurait apprécié une variété de tricks plus importante. Pour Santoni, le système de jeu est à la fois simple d'accès, permettant aux débutants de réaliser rapidement les figures les plus simples, et assez technique pour captiver les joueurs qui pratiquent aussi le skateboard en réalité.
Pour Perry, les contrôles sont parmi les plus intuitifs et des plus naturels qu'il existe pour ce genre de jeu vidéo, configurés pour permettre un apprentissage le plus rapide, et offrant un maximum de flexibilité. D'un autre côté, le journaliste du magazine Edge estime que les contrôles ne sont pas désastreux, mais ne sont pas aussi fluides qu'ils auraient dû l'être et estime cette lacune parfois gênante.
Gerstmann juge les graphismes vraiment bons, le jeu se déroulant à une bonne vitesse, et comportant de rares problèmes de caméra. Il apprécie également les petites giclées de sang des skaters lors des chutes. Le journaliste de PlayPower Pierre Pellizzari estime la modélisation des personnages excellente, et les chutes très réalistes sont pour lui « criantes de vérité ». Perry estime que THPS ne bénéficie pas des meilleures textures et modèles 3D qu'il ait vu et manque de belle couleurs, mais que c'est quand même une réussite technique. Les niveaux sont pour lui étonnants par leur taille, leur design et leur complexité. La physique du moteur de jeu est exceptionnelle, les niveaux ne souffrent pas de glitch, même si l'affichage d'un seul personnage facilite les choses. Pour lui, l'animation lors des figures est recréée comme dans la réalité. Il remarque que la caméra ne pose pas de problème et reste bien derrière le personnage, même si elle accuse parfois quelques ralentissements lors de rotations. Les quelques problèmes de graphismes sont également remarqués par le journaliste du magazine Edge qui signale que la PlayStation n'est tout simplement pas capable d'afficher à l'écran ce que le moteur puissant de Neversoft lui demande sans placer quelques polygones étranges de-ci de-là. Ceci est confirmé par Santoni qui remarque des textures manquant un peu de finesse, un moteur manquant un peu de fluidité et repère des problèmes avec quelques polygones. Cependant, il estime que ces petits défauts ne peuvent empêcher THPS d'être le jeu de glisse le plus extrême et le plus fun sur PlayStation. Le journaliste Willow du magazine Joypad remarque quelques ralentissements en mode deux joueurs.
La bande sonore grungy punk est parfaite pour ce genre de jeu selon Perry. Chaque groupe rock choisi reflète un sens de rébellion, de dégoût antisocial, qui représente bien les états d'âmes de la communauté du skateboard. Les effets sonores sont solides, s'ils ne sont pas terriblement remarquables. Cependant, Gerstmann les trouve exceptionnels. Pour Kornifex, les bruitages sont fidèles à la réalité. La bande-son est pour lui vraiment bonne et donne envie de jouer.

#### Portages

##### Nintendo 64
Pour le journaliste Matt Casamassina du site web IGN, beaucoup de portages ont été ratés dans l'histoire du jeu vidéo, mais la version Nintendo 64 ne tombe pas dans le piège grâce à un portage ingénieux réalisé par Edge of Reality. Cette version est au niveau de l'original. Graphiquement, les visuels sont impressionnants, les personnages sont bien fluides et bien animés, mais les textures ne sont pas au niveau de l'original. Le framerate est meilleur que celui de la version PlayStation. Cependant le jeu reste beau à voir, avec une bonne fluidité et ne comporte que quelques brumes de fond. Par contre, les fonds en full motion video ont disparu en raison des capacités moins importantes de la console. La bande sonore reste bonne malgré les retraits de certains titres. Il remarque avec surprise que le son est clair en dépit du transfert et de la compression des morceaux. Cependant, le mauvais côté est que certains titres ont été réduits : soit ils ont été raccourcis et passés en boucle, soit la voix a été retirée pour gagner de la place sur la cartouche. Il estime qu'Edge of Reality a quand même réalisé un bon travail pour retranscrire l'ambiance sonore du jeu original. La configuration des boutons est légèrement modifiée, mais personnalisable, le contrôle digital ou analogique est conservé. Martin Taylor, du site web Eurogamer, déclare que l'Expansion Pak est clairement utilisé, les modèles 3D sont superbement rendus. Il note lui aussi une bonne bande sonore, mais signale des problèmes de réduction à cause de problèmes de place, rendant la bande son répétitive et ennuyeuse, ce que confirme Dr Moo, journaliste à Game Revolution. Pour le journaliste Kendy du magazine Joypad, malgré une difficulté excessive, Tony Hawk's Pro Skateboarding reste le meilleur jeu de glisse disponible sur Nintendo 64.

##### Game Boy Color
Le journaliste Frank Provo du site web GameSpot estime que le jeu possède autant de bons que de mauvais côtés, et que malgré ses lacunes, c'est le meilleur jeu de skateboard disponible sur console portable. Le journaliste Craig Harris, du site web IGN, estime que la phase de jeu dans les half-pipe n'est pas si mauvaise, mais il remarque que les seules choses à faire sont de maintenir la vitesse et placer les meilleurs combos possibles. Pour lui, le mode de jeu à défilement vertical est stupide. Le système de saut, l'affichage d'une image fixe au lieu de sprites animés est malheureux. L'arrêt dans le gameplay coupe la vitesse et le déroulement du jeu, le pire étant que quand deux joueurs jouent l'un contre l'autre grâce au câble link, si un joueur réalise une figure les deux parties sont mises en pause. Provo remarque des niveaux peu variés, répétitifs et qualifie le jeu de peu élaboré. Le mode multijoueur est pour lui soigné, mais le nombre de niveaux étant réduit, la répétition des niveaux qui en découle n'est que légèrement estompée. Il juge la qualité sonore médiocre, même si paradoxalement, le choix des musiques et du bruitage correspond bien à l'univers du jeu, et compte parmi les meilleurs que l'on puisse trouver sur Game Boy Color.

##### Dreamcast
Le journaliste Jeff Gerstmann du site web GameSpot considère que cette version tire avantage des capacités plus importantes de la Dreamcast, et propose de meilleures textures, nettes et claires, avec un framerate plus fluide. Il remarque cependant quelques bugs de texture, mais qui sont éloignés de la zone d'action. Il note également dans les jeux en écran splitté que certaines parties des niveaux ont été simplifiées pour permettre de garder toute la fluidité. Le journaliste Kornifex du site web Jeuxvideo.com estime la version Dreamcast réussie mais sans surprise, manquant d'innovations. Il estime les graphismes bien plus solides et beaux que ceux de l'original, avec une fluidité parfaite et une modélisation améliorée. Pour Gerstmann, les contrôles, identiques à l'original, sont faciles à appréhender. Le journaliste du site web IGN Chris Carle trouve les textures belles et détaillées et signale l'absence de brouillard de fond. Les journalistes de Jeux vidéo Magazine estiment la réalisation très soignée, tout comme Switch, le journaliste de Consoles +, qui lui regrette toutefois le manque flagrant d'innovations, avis également partagé par le journaliste Rémy Cohendet du magazine Gen4 Consoles, même s'il estime que le jeu est pourtant une merveille et une adaptation parfaite, grâce à une maniabilité intuitive et un gameplay à toute épreuve.

##### N-Gage

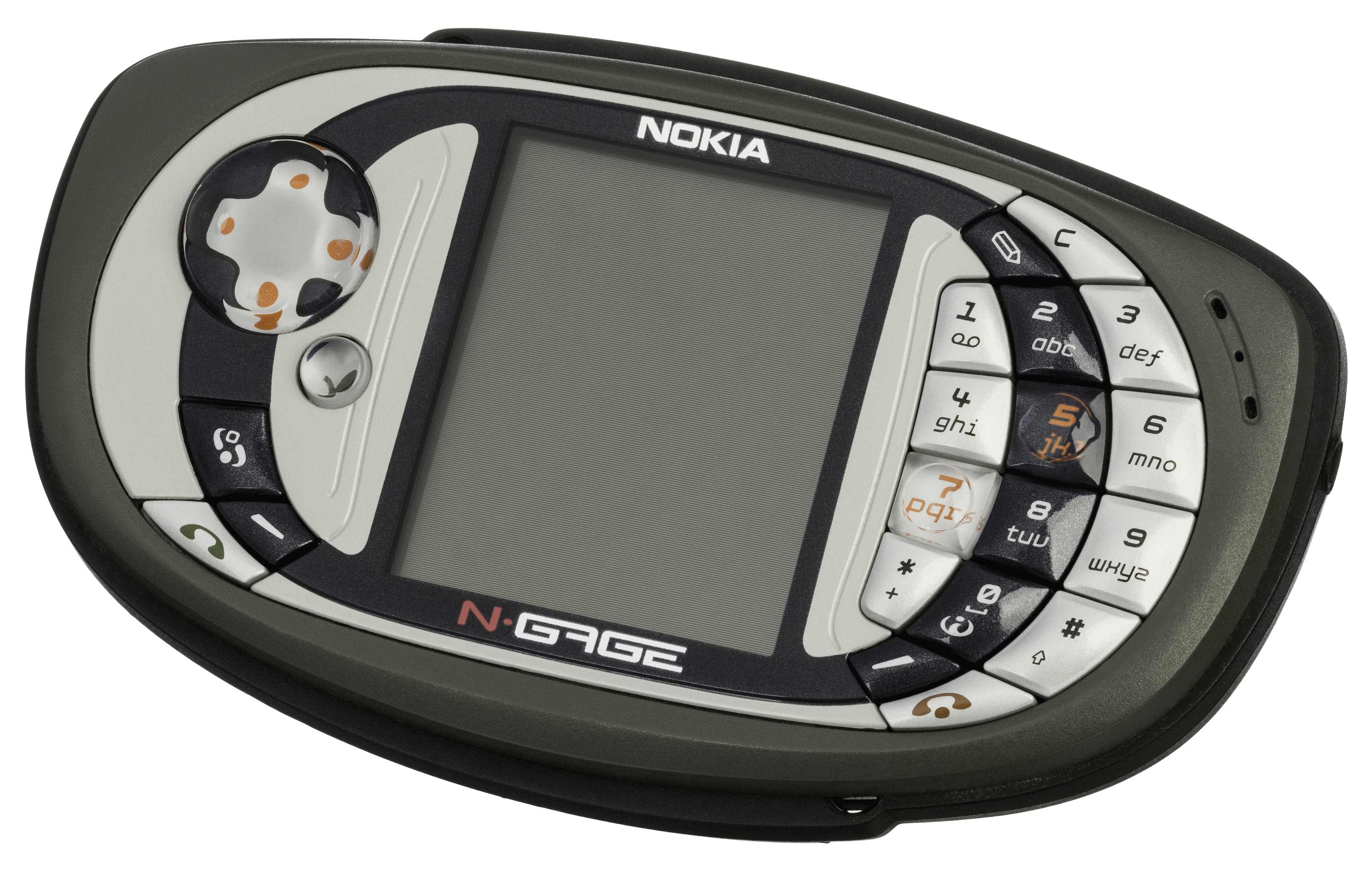
Tony Hawk's Pro Skater est édité en 2004 en offre groupée avec la console portable N-Gage QD.

Tous les journalistes estiment que cette version est le meilleur jeu disponible à la sortie de la N-Gage. Le journaliste Chadd Chambers du site web IGN estime que même si le portage est fidèle et réussi, il n'y a rien de nouveau dans cette version. Pour lui, les contrôles sont un peu plus difficiles à maîtriser, mais sont finalement plus intuitifs que dans la version originale. Les visuels comme les personnages en vrai 3D sont impressionnants et n'ont rien à voir avec la pseudo 3D de la version Game Boy Advance de THPS2. Les boutons sont plus petits et plus rapprochés, ce qui demande plus d'efforts, mais améliore finalement le jeu. La musique punk et rapide est parfaite pour motiver le joueur à réaliser des gros scores, mais la qualité sonore n'est pas au niveau de la version PlayStation,. Le journaliste Jeff Gerstmann, du site web GameSpot, fait une autre analyse, même s'il partage globalement l'avis de Chambers. Pour lui, chaque nouvel opus ayant amené à chaque fois ses nouveautés depuis quatre ans, rejouer au portage d'un jeu aussi ancien, même si certains niveaux de THPS2 sont inclus, n'est pas très fun. Il note le jeu à 6,8 sur 10 alors que Chambers met 8,8/10,. Le journaliste Jihem du site web Jeuxvideo.com, qui note le jeu à 15/20, estime le son de mauvaise qualité et les bruitages inexistants, et remarque quelques bugs de texture malgré des graphismes plus fins. Il va plus loin que Chambers et critique assez négativement les boutons de la N-Gage. Pour lui, malgré ces points négatifs, cette version est un bon jeu.

### Ventes
Tony Hawk's Skateboarding fait partie des meilleures ventes sur PlayStation au mois de novembre 1999 aux États-Unis (3e). Fin décembre, Activision a livré 350 000 exemplaires du jeu à plus de 10 000 détaillants à travers les États-Unis. La version Nintendo 64 se classe également dans le top 10 Nintendo 64 aux États-Unis durant la semaine du 19 au 26 novembre 2000 (6e). Activision réussit à placer deux titres de la même série (PlayStation) dans le top 5 des ventes de jeux sur console pour l'année 2000 aux États-Unis avec Tony Hawk's Skateboarding, 3e avec 1 300 029 unités vendues (et THPS 2, 2e avec 1 553 269 unités vendues). Alors que Tony Hawk's Pro Skater 2 trône en tête des meilleures ventes consoles du mois de septembre 2000 aux États-Unis dès le premier mois d'exploitation, Tony Hawk's Skateboarding version PlayStation est toujours lui aussi dans ce top 10 (7e). La version PlayStation reçoit le prix « Platinum » de la part de l'ELSPA, réservé aux jeux atteignant au moins 300 000 exemplaires vendus au Royaume-Uni.

## Postérité

### Réemploi des niveaux
La plupart des niveaux sont réutilisés tout au long des épisodes de la série Tony Hawk's en tant que niveaux cachés ou remastérisés, une marque de fabrique de Neversoft. De plus, les niveaux sont tous inclus dans Tony Hawk's Pro Skater 2X et une partie est remastérisée dans Tony Hawk's Pro Skater HD.

#### Tony Hawk's Pro Skater 2X
Tony Hawk's Pro Skater 2X ou THPS2X sur Xbox est une version améliorée du jeu Tony Hawk's Pro Skater 2, réalisée par Treyarch et sortie uniquement en Amérique du Nord en novembre 2001. En plus des niveaux originaux de THPS2, le jeu comporte également tous les niveaux de Tony Hawk's Skateboarding ainsi que cinq niveaux inédits créés pour cette version : Club à Londres, Construction Site à Dallas, Skate Park à Tampa, Subway à New York et Sky Lines à Detroit,. Le mode carrière commence avec les niveaux classiques de THPS2 et une fois ceux-ci terminés, une petite carrière 2X débute et permet de débloquer progressivement les nouveaux niveaux. Gagner une médaille dans la carrière 2X débloque la carrière THPS avec les niveaux du premier opus. Les graphismes sont remaniés et dépassent en qualité toutes les versions de Tony Hawk's Pro Skater 2. Les textures sont redessinées et de meilleure qualité, ce qui permet d'afficher plus de détails à l'écran, par exemple les textures plates de l'herbe disparues au profit d'une pelouse avec des brins d'herbe, et les couleurs sont retravaillées,.
Cette version de Tony Hawk's Pro Skater 2 est décrite par la presse comme la meilleure version du jeu, toutes plates-formes confondues. Les journalistes estiment qu'elle représente la version ultime d'un jeu classique qui peut intéresser les joueurs voulant jouer à un jeu de sport extrême sans pour autant rechercher des prouesses graphiques, même si les graphismes dépassent toutes les versions de THPS2,.

#### Tony Hawk's Pro Skater HD
Tony Hawk's Pro Skater HD ou THPSHD est un jeu vidéo de skateboard de la série Tony Hawk's, développé par Robomodo et édité par Activision. C'est une réédition en haute définition réalisée sur Unreal Engine 3 de trois niveaux de Tony Hawk's Skateboarding et de quatre de Tony Hawk Pro Skater 2, identiques aux jeux originaux tout comme les tricks. Il ne comporte que quatre personnages des jeux originaux sur les dix skaters disponibles ainsi que quatre personnages cachés. La bande-son est composée de quelques titres de THPS et THPS2 et d'autres qui sont inédits. Le jeu est sorti uniquement en téléchargement, sur le Xbox Live Arcade le 18 juillet 2012, sur le PlayStation Network le 28 août 2012 et sur Steam le 18 septembre 2012,,. Le 4 décembre 2012, Activision publie Tony Hawk's Pro Skater 3 HD: Revert Pack. Développé par Robomodo, c'est un pack téléchargeable qui ajoute trois niveaux de Tony Hawk's Pro Skater 3 remastérisés en haute définition, la possibilité d'effectuer des revert sur la totalité des niveaux, une nouvelle chanson et quatre personnages dont deux issus des jeux originaux,.
L’accueil de THPSHD par la presse est mitigé, la conversion étant même assez critiquée,,. Gamekult note 4/10 cette conversion PC « réalisée avec les pieds ». Les notes obtenues par le jeu s'étalent dans une fourchette démarrant à 40 % avec l'analyse de Lucas Sullivan de GamesRadar+ et culminant à 90 %, donné par Alex Rubens de G4 TV.

### Récompense
Un trophée du meilleur produit dans la catégorie skate a été décerné à Tony Hawk's Skateboarding lors de la cérémonie des Board Awards 99, qui s'est déroulée en France en décembre 1999. Tony Hawk's Pro Skater est nommé en 2000 par l'Academy of Interactive Arts and Sciences pour un D.I.C.E. Award du meilleur jeu vidéo sur console et du meilleur jeu vidéo de sport sur console pour l'année 2000. Mais les prix sont respectivement remportés par SoulCalibur et Knockout Kings 2000,.
Le magazine Game Informer place Tony Hawk's Skateboarding, dans son numéro 100 d'août 2001, au trente-sixième rang dans son classement des 100 meilleurs jeux vidéo de tous les temps (Game Informer's Top 100 Games Of All Time). Le site web GameSpy place Tony Hawk's Pro Skater dans son All of Fame en juin 2004.

### Héritage

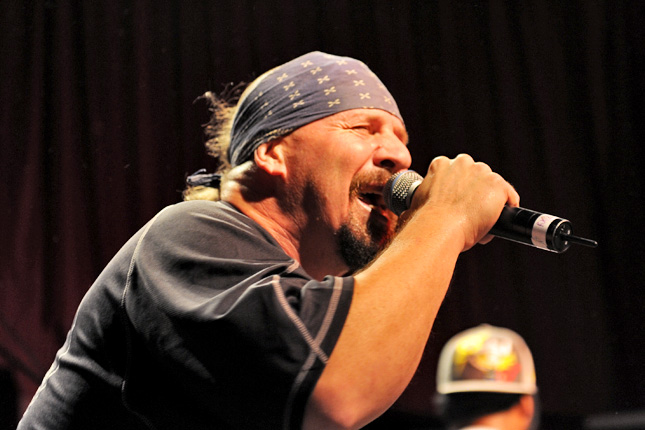
Mike Muir, chanteur de Suicidal Tendencies, le groupe fait partie de la bande son.

Alors que Tony Hawk's Skateboarding est commercialisé depuis quelques jours, Activision rachète Neversoft le 4 octobre 1999.
Tony Hawk's Skateboarding pose les bases de la série Tony Hawk's et va changer la manière dont les gens jouent aux jeux de skateboard, mais aussi la façon dont ils seront développés. En pleine renaissance du jeu de skateboard, ce premier jeu a réussi à recréer avec succès toute l'euphorie de ce sport extrême et permet de le démocratiser aussi bien auprès d'un public ne pratiquant pas, leur permettant pourtant de se familiariser avec cet univers et ses techniques. Le point fort de Tony Hawk's Skateboarding est de permettre aux joueurs une liberté inégalée dans la manière d’appréhender le jeu : skater où ils veulent, placer les figures qu'ils veulent,.
Tony Hawk's Skateboarding est un jeu novateur en 1999, et selon Mick West, cofondateur de Neversof, c'est ce qu'a ressenti le public. Peu de jeux vidéo ont réussi à retranscrire la quintessence du skateboard comme THPS l'a fait à l'époque. Neversoft réussit à mêler l'intérêt naissant pour les jeux de skate et l'insouciante contre-culture de cette jeune scène émergente. La bande-son du jeu est représentative de cela. Ce n'est pas simplement des groupes de skate punk, inclure des groupes de punk et de rock ou de hip-hop est complètement nouveau. Pour tous les skaters la musique est essentielle, mais l'équipe ne savait pas à l'époque que la bande son allait aussi participer à ancrer le jeu à la postérité. Ces choix musicaux sont simplement logiques, comme l'inclusion des logos, des marques et des vidéos de skateboard, cela fait partie de la culture du skate.
Mick West a déclaré qu'une grande partie de la publicité du jeu a reposé sur la personnalité du skater Tony Hawk. Pour lui, d'autres jeux manquaient d'une personnalité sur laquelle communiquer et la renommée de Tony Hawk a peut-être finalement aidé au succès du jeu.
L'engouement pour Tony Hawk's Skateboarding va participer à un nouvel essor de popularité du monde du skateboard, ce à quoi Neversoft et Activision ne s'attendaient pas. Peu de jeux peuvent se vanter d'avoir lancé une révolution vidéoludique, mais Tony Hawk's Pro Skater fait partie de ceux-ci. Il a été le fer de lance d'un genre vidéoludique moribond, le jeu vidéo de sport extrême, alors enfermé dans des réalisations de mauvaise qualité. Activision, Neversoft et Tony Hawk ont changé la donne à partir de 1999 et quasiment chaque année avec un nouvel opus.
Bien plus tard, en juillet 2014, l'équipe « historique » de développement de la version originale est complètement intégrée à Infinity Ward, un studio de développement d'Activision.
En 2020 est annoncé un remake du premier et du deuxième épisode de la série, nommé Tony Hawk's Pro Skater 1+2, développé par Vicarious Visions, et prévu pour sortir en septembre 2020 sur PC, PlayStation 4 et Xbox One,.